# Drăgășani
Drăgășani là một đô thị thuộc hạt Vâlcea, România. Dân số thời điểm năm 2002 là 20783 người.